# 2012년 7월 죽음
다음은 2012년 7월에 사망한 저명한 인물 목록이다.
- 7월 3일
  - 대한민국의 정치인 정한철
  - 미국의 영화배우 앤디 그리피스
- 7월 4일
  - 대한민국의 정치인 김준섭
  - 대한민국의 축구선수 정민형
  - 영국의 작가 에릭 사이크스
- 7월 5일 - 대한민국의 국회의원 정휘동
- 7월 6일 - 대한민국의 연구인 정혁
- 7월 8일
  - 미국의 물리학자 스튜어트 R. 슈람
  - 미국의 영화배우 어니스트 보그나인
- 7월 9일
  - 대한민국의 공무원 김흥래
  - 대한민국의 창극배우 공옥진
  - 일본의 영화배우 야마다 이스즈
- 7월 10일
  - 대한민국의 정치인 장대복
  - 필리핀의 영화배우 돌피
- 7월 11일 - 대한민국의 정치인 정철기
- 7월 13일
  - 대한민국의 국회의원 남상돈
  - 미국의 영화배우 세이지 스탤론
  - 미국의 영화제작자 리처드 D. 재넉
  - 슬로베니아의 영화배우 폴데 비비치
- 7월 14일 - 미국의 투자전략가 바턴 비그스
- 7월 15일
  - 미국의 영화배우 설레스트 홈
  - 프랑스의 영화배우 실라 첼튼
- 7월 16일
  - 미국의 작가 스티븐 커비
  - 미국의 작사가 키티 웰스
  - 잉글랜드의 작곡가 존 로드
- 7월 17일 - 미국의 영화배우 모건 폴
- 7월 18일
  - 동독의 정치인 귄터 말로이다
  - 대한민국의 정치인 김삼
  - 시리아의 군인 아세프 샤우카트
  - 인도의 영화배우 라제시 칸나
- 7월 19일 - 대한민국의 정치인 정우식
- 7월 20일 - 미국의 스턴트배우 토니 에퍼
- 7월 21일
  - 독일의 영화배우 주자네 로타어
  - 미국의 영화배우 제시카 더블린
  - 일본의 사업가 이케다 다카마사
- 7월 22일 - 대한민국의 외교관 김경원
- 7월 23일 - 미국의 물리학자 샐리 라이드
- 7월 24일
  - 미국의 연극배우 셔먼 헴슬리
  - 미국의 영화배우 채드 에버렛
- 7월 26일 - 미국의 영화배우 루페 온티베로스
- 7월 27일
  - 미국의 성우 노먼 알든
  - 미국의 영화배우 R. G. 암스트롱
- 7월 29일
  - 캐나다의 언론인 수잔 마르텔
  - 프랑스의 애니메이션 제작자 크리스 마르케
- 7월 30일 - 뉴질랜드의 영화배우 조너선 하디
- 7월 31일 - 미국의 정치인 고어 비달